# Liste der Stolpersteine in Oerlinghausen
Die Liste der Stolpersteine in Oerlinghausen enthält die Stolpersteine, die im Rahmen des gleichnamigen Kunst-Projekts von Gunter Demnig in Oerlinghausen verlegt wurden. Mit ihnen soll an die Opfer des Nationalsozialismus erinnert werden, die in Oerlinghausen lebten und wirkten.
Die erste Verlegung fand am 13. Juni 2024 statt.

## Liste der Stolpersteine
| Name                 | Adresse            | Bild | Inschrift | Verlegedatum  | Biografie und Anmerkungen |
| -------------------- | ------------------ | --- | --- | ------------- | ------------------------- |
| Hans Windmüller      | Detmolder Straße 3 | Bild gesucht Der Benutzer GeorgDerReisende ( Diskussion ) wünscht sich an dieser Stelle ein Bild vom Ort mit diesen Koordinaten 51.959342 8.665505 . Motiv: Detmolder Straße 3: Stolperstein für Hans Windmüller, die Lage und das Haus Falls du dabei helfen möchtest, erklärt die Anleitung , wie das geht. BW                           | Hier wohnte Hans Windmüller Jg. 1907 gedemütigt/entrechtet Flucht in den Tod 15. März 1939                                                                         | 13. Juni 2024 |                           |
| Heinrich Herz        | Hauptstraße 78     | Bild gesucht Der Benutzer GeorgDerReisende ( Diskussion ) wünscht sich an dieser Stelle ein Bild vom Ort mit diesen Koordinaten 51.957761 8.659238 . Motiv: Hauptstraße 78: Stolpersteine für Familie Herz, die Lage und das Haus Falls du dabei helfen möchtest, erklärt die Anleitung , wie das geht. BW                                 | Hier wohnte Heinrich Herz Jg. 1900 deportiert 1941 Ghetto Minsk ermordet                                                                                           | 13. Juni 2024 |                           |
| Irma Herz            | Hauptstraße 78     | Bild gesucht Die Wikipedia wünscht sich an dieser Stelle ein Bild vom hier behandelten Ort. Falls du dabei helfen möchtest, erklärt die Anleitung , wie das geht. BW | Hier wohnte Irma Herz geb. Windmüller Jg. 1905 deportiert 1941 Ghetto Minsk ermordet                                                                               | 13. Juni 2024 |                           |
| Manfred Herz         | Hauptstraße 78     | Bild gesucht Die Wikipedia wünscht sich an dieser Stelle ein Bild vom hier behandelten Ort. Falls du dabei helfen möchtest, erklärt die Anleitung , wie das geht. BW | Hier wohnte Manfred Herz Jg. 1933 deportiert 1941 Ghetto Minsk ermordet                                                                                            | 13. Juni 2024 |                           |
| Uriel Herz           | Hauptstraße 78     | Bild gesucht Die Wikipedia wünscht sich an dieser Stelle ein Bild vom hier behandelten Ort. Falls du dabei helfen möchtest, erklärt die Anleitung , wie das geht. BW | Uriel Herz Jg. 1940 deportiert 1941 Ghetto Minsk ermordet | 13. Juni 2024 |                           |
| Eduard August Berke  | Rathausplatz 1 ·   | Bild gesucht Der Benutzer GeorgDerReisende ( Diskussion ) wünscht sich an dieser Stelle ein Bild vom Ort mit diesen Koordinaten 51.960184 8.664295 . Motiv: Rathausplatz 1: Stolpersteine für Eduard August Berke und Hedwig Loewenthal, die Lage und das Rathaus Falls du dabei helfen möchtest, erklärt die Anleitung , wie das geht. BW | In Oerlinghausen wohnte Eduard August Berke Jg. 1897 Mitglied KPD verhaftet 26.1.1943 'Rundfunkverbrechen' Zuchthaus Dortmund hingerichtet 4.1.1944                | 13. Juni 2024 |                           |
| Hedwig Loewenthal    | Rathausplatz 1 ·   | Bild gesucht Die Wikipedia wünscht sich an dieser Stelle ein Bild vom hier behandelten Ort. Falls du dabei helfen möchtest, erklärt die Anleitung , wie das geht. BW | In Oerlinghausen wohnte Hedwig Loewenthal Jg. 1883 deportiert Ghetto Riga ermordet                                                                                 | 13. Juni 2024 |                           |
| Eduard Kulemeyer     | Rathausstraße 41   | Bild gesucht Der Benutzer GeorgDerReisende ( Diskussion ) wünscht sich an dieser Stelle ein Bild vom Ort mit diesen Koordinaten 51.963214 8.667036 . Motiv: Rathausstraße 41: Stolpersteine für das Ehepaar Kulemeyer, die Lage und das Haus Falls du dabei helfen möchtest, erklärt die Anleitung , wie das geht. BW                      | Hier wohnte Eduard Kulemeyer Jg. 1887 'Schutzhaft' 1936 KZ Buchenwald deportiert 1941 Ghetto Riga ermordet                                                         | 13. Juni 2024 |                           |
| Else Kulemeyer       | Rathausstraße 41   | Bild gesucht Die Wikipedia wünscht sich an dieser Stelle ein Bild vom hier behandelten Ort. Falls du dabei helfen möchtest, erklärt die Anleitung , wie das geht. BW | Hier wohnte Else Kulemeyer geb. Frankenstein Jg. 1886 deportiert 1941 Ghetto Riga ermordet                                                                         | 13. Juni 2024 |                           |
| Dr. Max Meyer        | Reuterstraße 9     | Bild gesucht Der Benutzer GeorgDerReisende ( Diskussion ) wünscht sich an dieser Stelle ein Bild vom Ort mit diesen Koordinaten 51.96163 8.664765 . Motiv: Reuterstraße 9: Stolperstein für Dr. Max Meyer, die Lage und das Haus Falls du dabei helfen möchtest, erklärt die Anleitung , wie das geht. BW                                  | Hier wohnte und arbeitete Dr. Max Meyer Jg. 1866 gedemütigt/entrechtet tot 25. Nov. 1941                                                                           | 13. Juni 2024 |                           |
| Richard Otto Hofmann | Wellenbruch 3      | Bild gesucht Der Benutzer GeorgDerReisende ( Diskussion ) wünscht sich an dieser Stelle ein Bild vom Ort mit diesen Koordinaten 51.964958 8.679088 . Motiv: Wellenbruch 3: Stolpersteine für Richard Otto Hofmann und Gustav Meier, die Lage und das Haus Falls du dabei helfen möchtest, erklärt die Anleitung , wie das geht. BW         | Hier wohnte Richard Otto Hofmann Jg. 1893 Mitglied KPD verhaftet 22.1.1943 verurteilt 19.11.1943 'Rundfunkverbrechen' Zuchthaus Werl Tot an den Folgen 17.5.1945   | 13. Juni 2024 |                           |
| Gustav Meier         | Wellenbruch 3      | Bild gesucht Die Wikipedia wünscht sich an dieser Stelle ein Bild vom hier behandelten Ort. Falls du dabei helfen möchtest, erklärt die Anleitung , wie das geht. BW | Hier wohnte Gustav Meier Jg. 1896 verhaftet 1.2.1943 verurteilt 19.11.1943 'Rundfunkverbrechen' Zuchthaus Münster, Werl 16.2.1945 KZ Buchenwald ermordet 11.3.1945 | 13. Juni 2024 |                           |